# Sibe (folk)
Sibe (Xibe, ᠰᡞᠪᡝ) är en etnisk grupp som bor i Xinjiang och Manchuriet i Folkrepubliken Kina. Folket är en av Kinas 56 officiellt erkända etniska grupper.
Sibe-folket, som är av mongoliskt ursprung, levde ursprungligen nära Nonni- och Songhua-floderna i centrala Manchuriet. De var en av de nio stammar som Nurhaci besegrade i slaget vid Gure 1593. Folket utgjorde en viktig bundsförvant med manchuerna när de etablerade Qingdynastin i Kina 1644. I samband med att Qianlong-kejsaren erövrade Dzungariet 1759 grundade han en garnison bestående av Sibe i Qapqal, söder om Ili-floden.
Större delen av de Sibe som fortfarande bor i Qapqal talar Sibe-språket, som räknas som en dialekt av det i övrigt nästan utdöda manchuiska språket. De som tillhör Sibe-folket i Manchuriet talar i stort sett samtliga kinesiska dialekter.